# Liste des Länder d'Autriche par point culminant
Cette liste présente les points culminants des Länder d'Autriche.

## Statistiques
Administrativement, l'Autriche est divisée en 9 Länder (ou États). La liste suivante recense leur point culminant.
Le Großglockner est le point culminant de la Carinthie et du Tyrol ; le Hoher Dachstein, celui de Haute-Autriche et Styrie.
Tous les sommets font partie des Alpes.

## Liste
| # | Sommet           | Land           | Altitude (m) | Coordonnées                       | Image |
| - | ---------------- | -------------- | ------------ | --------------------------------- | ----- |
| 1 | Großglockner     | Carinthie      | 3 798        | 47° 04′ 30″ nord, 12° 41′ 40″ est |       |
| 2 | Großglockner     | Tyrol          | 3 798        | 47° 04′ 30″ nord, 12° 41′ 40″ est |       |
| 3 | Grossvenediger   | Salzbourg      | 3 657        | 47° 06′ 33″ nord, 12° 20′ 44″ est |       |
| 4 | Piz Buin         | Vorarlberg     | 3 312        | 46° 50′ 39″ nord, 10° 07′ 08″ est |       |
| 5 | Hoher Dachstein  | Haute-Autriche | 2 995        | 47° 28′ 30″ nord, 13° 36′ 21″ est |       |
| 6 | Hoher Dachstein  | Styrie         | 2 995        | 47° 28′ 30″ nord, 13° 36′ 21″ est |       |
| 7 | Schneeberg       | Basse-Autriche | 2 076        | 47° 46′ 01″ nord, 15° 48′ 16″ est |       |
| 8 | Geschriebenstein | Burgenland     | 884          | 47° 21′ 10″ nord, 16° 26′ 02″ est |       |
| 9 | Hermannskogel    | Vienne         | 542          | 48° 16′ 13″ nord, 16° 17′ 37″ est |       |